# مؤسسه فیزیک نظری لانداو

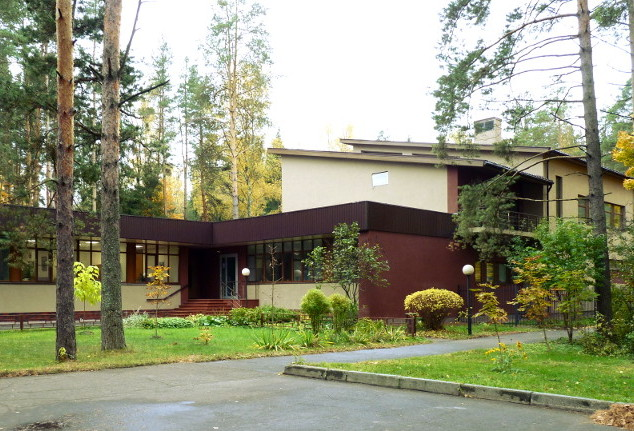
نمایی از مجتمع مؤسسه لانداو برای فیزیک نظری - ۲۰۱۷

مؤسسه لانداو برای فیزیک نظری آکادمی علوم روسیه یک موسسه تحقیقاتی است که در شهر کوچک چرنوگوولوکا در نزدیکی مسکو و همچنین با زیر مجموعه ای در شهر مسکو، روسیه واقع شده‌است.
زمینه‌های اصلی تحقیق در این مؤسسه، شامل موارد زیر است:
- فیزیک ریاضی
- فیزیک محاسباتی
- پویایی غیرخطی
- نظریه ماده چگال
- فیزیک ذرات هسته ای و ابتدایی
- نظریه میدانهای کوانتومی

## تاریخچه
موسسه لانداو در سال ۱۹۶۵ در جهت احیای مدرسه لاندو و همچنین برای زنده نگاه داشتن یاد فیزیکدان شهیر روسیه، لو دی لانداو در پی حادثه غم‌انگیز رانندگی‌اش (که منجر به دور شدن او از فضای علمی و مرگ زودرسش در سال ۱۹۶۸ شد) بنیان نهاده شد. پس از مدت کوتاهی از تأسیس این مؤسسه، تعداد پژوهشگران آن از مرز صد دانشمند گذشت و به یکی از مؤسسات مشهور و پیشرو در سراسر جهان برای فیزیک نظری تبدیل گردید.
تا سال ۱۹۹۲، این موسسه به سرپرستی اسحاق مارکوویچ خالاتنیکوف مدیریت و هدایت می‌شد، که پس از وی سرپرستی آن به ولادیمیر ای. زاخاروف واگذار شد.
در پی حوادث دهه نود قرن بیستم، که حدود نیمی از دانشمندان و بزرگان علمی روسیه به مراکز علمی پیشرو و دانشگاه‌های خارج از کشور پیوستند، بر خلاف بسیاری از مراکز علمی دیگر در روسیه، موسسه لانداو در قرن گذشته قدرت مقابله با بحران دهه نود را داشت. زیرا اکثر این دانشمندان همچنان ارتباط و همکاری خود را با مؤسسه مادر حفظ کردند. این دایره همکاری منجر به تشکیل یک شبکه علمی به نام مکتب لاندو شد، که به حمایت از فیزیکدانان جوان نظری‌کار در موسسه لاندائو می‌پردازد.

## اعضای برجسته
دانشمندان برجسته بیشماری در فیزیک   و همچنین ریاضیات  با این موسسه همکاری دارند که به عنوان مثال می‌توان به برنده جایزه نوبل الکسی الکسیویچ آبریکوسوف و همچنین ایگور دزیالوشینسکی، لو گوروف، ولادیمیر گریبوف، آرکادی میگدال، آناتولی لارکین، سرگئی نوویکوف، الکساندر پلیاکوف، مارک آزبل، والری پوکروفسکی، امانوئل راشبا، سرگئی یوردانسکی، یوشوا لوینسون، الکسی استاروبینسکی، الکسی کیتایف، ودیم بریژینسکی، سرگئی برازویسکی، کنستانتین افیتوو، دیوید کملنیسکی، ولادیمیر مینییو، گرگوری وولوویک، پائول ویگمن، لئونید لویتو، الکساندر زامولودچیکوف، وادیم کنیژنیک، کنستانتین خانین، و یاکوف جی سینا اشاره کرد.